# Holly McPeak
Holly McPeak (Manhattan Beach, 15 maggio 1969) è un'ex giocatrice di beach volley statunitense.

## Palmarès

### Olimpiadi
- 1 medaglia:
  - 1 bronzo (Atene 2004)

### Mondiali
- 1 medaglia:
  - 1 argento (Los Angeles 1997)